# Leitoscoloplos mammosus
Leitoscoloplos mammosus är en ringmaskart som beskrevs av Mackie 1987. Leitoscoloplos mammosus ingår i släktet Leitoscoloplos och familjen Orbiniidae. Arten har ej påträffats i Sverige. Inga underarter finns listade i Catalogue of Life.